# 平下高久
平下高久（たいら しもたかく）は、福島県いわき市の大字である。郵便番号は970-0221。

## 地理
いわき市中央部の平地区に属し、地区内東部の太平洋に面する沿岸部に位置する。北で平菅波、平下大越、平藤間、南で平沼ノ内、平神谷作、西で平鶴ケ井、平下山口、平上高久とそれぞれ隣接する。概ね町村制施行以前の磐前郡下高久村の流れを汲む地域である。太平洋沿岸部と西側の丘陵地の二級水系滑津川流域を範囲とする。沿岸部には北側の平藤間にかけて、新舞子浜の松林と公園が広がっていたが、2011年3月11日に発生した東日本大震災の津波により大きな被害を受けた。内郷御厩町に所在するいわき中央警察署及び平字正内町に所在する平消防署がそれぞれ管轄にあたる。

### 主な字
字
- 滝前
- 袴田
- 志農田
- 若宮
- 前ノ内
- 馬場
- 古川

- 中妻
- 原極
- 定田
- 原
- 川和久
- 清水
- 八幡

- 下原
- 中谷地
- 北谷地
- 大平
- 牛転
- 大和久
- 水門

- 蛭坪
- 片帆
- 山ノ入
- 小館

## 河川
- 滑津川
  - 山口川
  - 藤間川
  - 金古溜池
- 愛谷江筋

## 歴史
- 1879年1月27日 - 幕府領下高久村が福島県内における郡区町村制の施行により磐前郡の村となる[4]。
- 1889年4月1日 - 町村制の施行により下高久村が上山口村、下山口村、神谷作村と合併し、磐前郡高久村が発足する。旧下高久村域は高久村の大字となる[4]。
- 1896年4月1日 - 磐前郡と周辺郡との合併により石城郡が発足し、石城郡高久村となる[4]。
- 1954年10月1日 - 高久村が平市と合併し、平市の大字となる[4]。
- 1966年10月1日 - 平市が磐城市・常磐市・内郷市・勿来市、石城郡小川町・遠野町・四倉町・川前村・田人村・好間村・三和村、双葉郡久之浜町・大久村と合併しいわき市となり、いわき市平地区の大字となる[4]。

## 世帯数と人口
2023年10月31日現在の世帯数と人口は以下の通りである。
| 大字     | 世帯数  | 人口   |
| -------- | ------- | ------ |
| 平下高久 | 493世帯 | 1444人 |

## 小・中学校の学区
市立小・中学校に通う場合、学区は以下の通りとなる。
| 番地 | 小学校               | 中学校               |
| ---- | -------------------- | -------------------- |
| 全域 | いわき市立高久小学校 | いわき市立藤間中学校 |

## 交通

### 道路
- 福島県道15号小名浜四倉線
  - 滑津橋
- 福島県道241号下高久谷川瀬線
  - 高久橋
- 福島県道382号豊間四倉線
  - 下滑津橋

## バス
新常磐交通路線バス
- （いわき駅方面） - 洞橋 - 馬場鶴ヶ井 - 仲屋前 - 高久賞入口 - 中谷地 - 原入口 - ハイツ入口 - 神谷作入口 - （小名浜方面）
  - いわき駅～豊間～江名～小名浜
  - いわき駅～豊間～小名浜～泉駅
  - 小名浜～江名～いわき駅～平商
  - 小名浜～江名～豊間～光洋高校
  - 泉駅～江名～平工業高～いわき駅

## 施設
- いわき市立高久小学校
- 高久公民館
- いわき新舞子ハイツ
- いわき新舞子ヴィレッジ
  - 新舞子フットボール場
  - 新舞子多目的運動場
  - 新舞子体育館
- かねまん本舗
- 真言宗高久寺
- 虚空蔵尊
  - 木造虚空蔵菩薩坐像（県指定重要文化財）
- 八幡神社
- 天地神甲子園魂神社